# Junpei Takiguchi
Kohei Takiguchi  (滝口 幸平?, Takiguchi Kōhei), principalmente conosciuto come Junpei Takiguchi (滝口 順平?, Takiguchi Junpei) (Prefettura di Chiba, 17 aprile 1931 – Tosa, 29 agosto 2011) è stato un attore e doppiatore giapponese, affiliato con la 81 Produce.
Oltre ad aver interpretato il ruolo del narratore in molti anime, fra cui Burari Tochūgesha no Tabi e Pittankokan Kan, è anche conosciuto per aver doppiato Pera in Time Bokan, Dokurobei in Yattaman, Burokken in Mazinga Z e Ranbos in Tekkaman.

## Ruoli principali

### Serie televisive anime
- .hack//Roots (Phyllo)[2]
- Alcatraz Connection (Yellow)
- Alice SOS (M1)
- Astro Boy (Mister Daring)
- Brave Raideen (Barao)
- Burn, Zantetsuken! (Chin Chin Chou)
- Cyborg 009 (Doctor Kozumi)
- D.Gray-man (The Millennium Earl)
- Dragon Ball (Baba)
- Dragon Ball Z (Baba, Capo Anziano, Porunga)
- Dragon Ball Kai (Capo Anziano)
- Huckleberry Hound (Huckleberry Hound)
- Karin (Narration)
- Kilari (Mister Danchō)
- Kochira Katsushika-ku Kameari Kōen-mae Hashutsujo (God)
- Guru Guru - Il girotondo della magia (Monburan)
- Mazinga Z (Conte Brocken)
- Metal Armor Dragonar (Major Hydelnecken)
- Minami no Niji no Lucy (Pettywell)
- Caccia al tesoro con Montana (Professor Nitro)
- One Piece (Admiral Nelson)
- Quick Draw McGraw (Quick Draw McGraw)
- Scuola di polizia (Lockjaw, Chef)
- I Simpson (Abraham "Grandpa" Simpson)
- Soreike! Anpanman (Santa Claus)
- Teenage Mutant Ninja Turtles (BS2 edition) (Krang)
- Tekkaman (Rambos)
- Time Bokan (Perasuke)
- Ransie la Strega (Tamasaburo Kamiya)
- Tottoko Hamutarō (Grandpa Maki)
- UFO Baby (Professor Vincent)
- The Ultraman (Pig)
- Urusei Yatsura (Red Mantle)
- Vicky il vichingo (Sunōre)
- We Know You, Moonlight Mask-kun! (Satan's Claw)
- Yattaman (Dokurobe)
- Dragon Ball Super (Vegeta bambino)

### OAV
- Dirty Pair (Mazohho)
- Slayers Gorgeous (Gaizno)
- Sonic the Hedgehog (Dr. Eggman)
- Le bizzarre avventure di JoJo (Wilson Phillips)
- Lupin III - Il ritorno di Pycal (Magnate)

### Film
- Alice nel Paese delle Meraviglie (TBS edition) (Tweedle Dee)
- Gli incredibili (Ollie Johnston)
- Lilli e il vagabondo (Trusty)
- I Simpson - Il film (Abraham "Nonno" Simpson)
- Biancaneve e i sette nani (Happy)
- Lupin III - Spada Zantetsu, infuocati! (Chin Chin Chu)
- Lupin III - Alcatraz Connection (Howan)
- Dragon Ball Z - La storia di Trunks (Chichi)

### Videogiochi
- Crash Team Racing (Nitros Oxide)
- Dragon Ball Z: Budokai 3 (Capo Anziano, Baba)
- Dragon Ball Z: Infinite World (Porunga)
- Dragon Ball Z: Budokai Tenkaichi (Porunga)
- Dragon Ball Z: Budokai Tenkaichi 2 (Porunga)
- Dragon Ball Z: Budokai Tenkaichi 3 (Baba, Porunga)
- Ghost in the Shell (Sawamura)
- Kingdom Hearts Birth by Sleep (Gongolo)
- Panzer Dragoon Saga (Viaman)
- Super Robot Wars Alpha (Conte Brocken)
- The Misadventures of Tron Bonne (Lex Loath)